# 율리우스 네포스
율리우스 네포스(Julius Nepos. 430년경 ~ 480년 5월 9일)는 고대 로마 제국의 장군이자 서로마 제국의 황제이다. 475년부터 476년, 476년부터 480년까지 서로마 제국의 황제였다. 사실상 최후의 서방 황제로 학자에 따라서는 시아그리우스나 로물루스 아우구스투스를 마지막 서방 황제로 보기도 한다.
475년 동로마 제국 황제인 레오 1세는 글리케리우스를 찬탈자로 보고, 레오 1세에 의해서 이탈리아, 갈리아, 달마티아 등 서부 지역 통치의 명령을 받고 파견되었다. 그 해 6월 서로마 황제 글리케리우스를 폐하고 스스로 황제의 자리에 올랐다. 그러나 그는 달마티아에 체류하며 서로마 제국의 정치를 방관했고 그해 8월 오레스테스에 의해 축출되었다. 476년 8월 로물루스 아우구스툴루스가 오도아케르에 의해 폐위당한 뒤, 그는 여전히 서로마 제국 황제를 자처하였다. 480년 5월 글리케리우스의 지지자에 의해 암살당했다. 그는 서로마 제국 최후의 합법적인 황제 또는 정통 황제(474 - 475, 476 - 480)였다.

## 생애
로마 제국의 귀족 가문 출신으로 동로마 제국 황제 레오 1세로부터 서로마 제국 황제로 임명되어 이탈리아로 부임하였다. 레오 1세는 당시 서로마 황제였던 전임 글리케리우스 황제를 찬탈자로 여겼고 당시 라벤나에 있던 서로마 궁정의 요청으로 그는 동로마 제국에 의해 서로마 황제에 임명되었다. 임명 전에는 서로마와 동로마의 접경인 달마티아의 장군이자 달마티아의 군사 통치자였으며, 황제로 임명된 뒤에도 라벤나로 가지 않고 달마티아에 머물면서 서로마의 통치를 방기했다.
474년 6월 글리케리우스를 서로마 제국의 황제직에서 몰아내고 스스로 서로마 제국 황제라고 선언하였으나 글리케리우스 지지자들은 그에 대항해 반란을 일으켰다. 475년에는 갈리아의 툴루즈(지금의 프랑스 툴루즈) 근처에 침입한 서고트 왕국의 독립을 승인하게 되었다. 475년 8월 귀족인 오레스테스가 반란을 일으키자 군사를 이끌고 달마티아로 도망쳤다. 얼마 후 오레스테스에 의해 폐위되었고, 로물루스 아우구스툴루스가 뒤를 이었다. 하지만 계속 그는 서로마 황제를 자청했다. 이후 그는 480년까지 달마티아의 살로나이(현재의 크로아티아의 스플리트 지역)에 칩거하였다. 하지만 동로마제국은 그를 정통 황제로 인정하였고, 갈리아와 서부 게르만의 군사통치자들 역시 네포스를 정통 황제로 봤다.
그 뒤 476년 8월 로물루스 아우구스툴루스가 오도아케르에게 폐위된 후 동로마 제국의 황제 제논은 자신이 통일 로마의 황제를 자처했다. 그러나 네포스는 이에 반발하여 다시 서로마제국의 황제가 되었지만 얼마 뒤 물러나고 480년에 달마티아의 자택에서 글리케리우스 살해되었다. 그가 살해되자 오비다가 달마티아의 군사 통치자가 되었지만, 480년 12월 오도아케르는 오비다에게 네포스 암살 누명을 씌워 살해하고 달마티아를 병합한다.

## 같이 보기
- 로마 황제 연대표

| 전임 글리케리우스(474 - 475) | 서로마 황제 475년 - 476년 | 후임 로물루스 아우구스툴루스(476) |

| 전임 로물루스 아우구스툴루스(476) | 서로마 황제 476년 - 480년 | 후임 오도아케르 (이탈리아) 시아그리우스(갈리아) (사실상) 샤를마뉴(명목상) |

| 전임 로물루스 아우구스툴루스(476) | 갈리아의 통치자 476년 - 480년 | 후임 시아그리우스 (사실상) |

| 전임 글리케리우스 | 달마티아의 통치자 474년 - 480년 | 후임 오비다 |